# Gaslamp Quarter

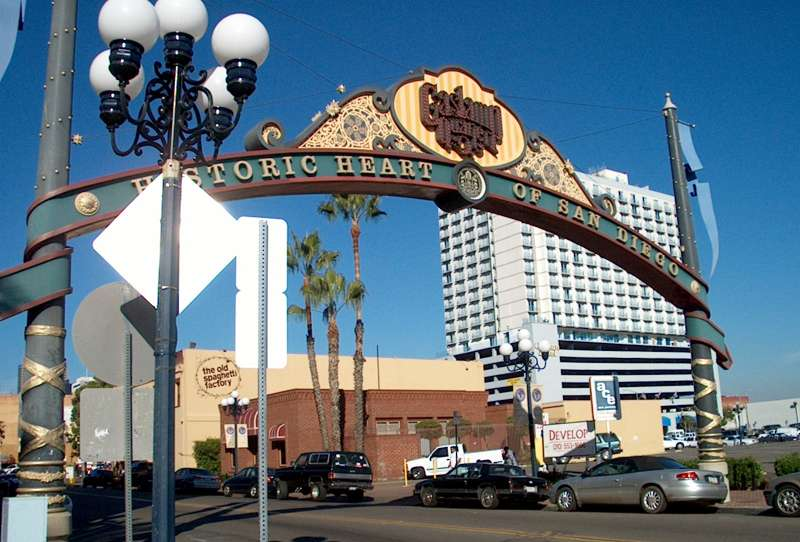
Tor des Gaslamp Quarters

Das Gaslamp Quarter ist der historische Stadtkern von San Diego und heute der Mittelpunkt des Nachtlebens in der Innenstadt. Es hat dabei eine Länge von acht Blöcken (vom Broadway bis zum Harbor Drive) und eine Breite von mehr als zwei Blöcken (4th, 5th und 6th Avenue), sodass das Viertel insgesamt 16,5 Blöcke umfasst.

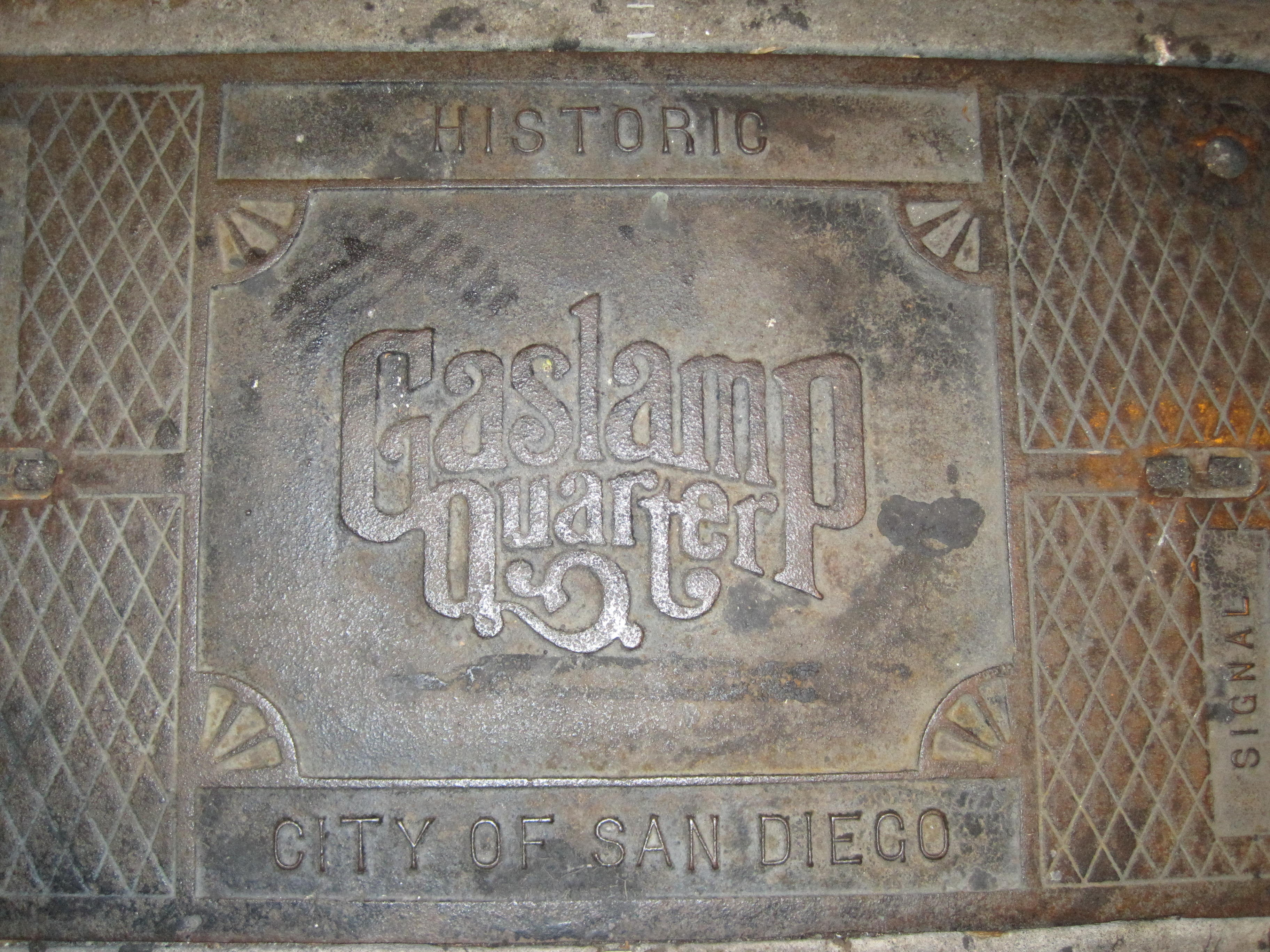
Gaslamp Quarter Straßenabdeckung

## Geschichte
Im Jahr 1850 erwarb der aus San Francisco stammende William Heath Davis ein Stück Land direkt an der Wassergrenze, am Beginn der heutigen Market Street, um dort die Stadtentwicklung fortzuführen. Allerdings scheiterte er im Zuge einer wirtschaftlichen Depression.
1867 führte Alonzo Horton die Idee Davis’ fort und kaufte bei einer Auktion eine Fläche von ca. 325 ha für ungefähr 0,81 $/ha, um auf dem Gelände eine neue Innenstadt aufzubauen. So errichtete er 1869 für 50.000 $ eine neue Kaianlage, die das Rückgrat einer sich schnell entwickelnden Stadt bildete.
Seit den 1880er Jahren entwickelte sich das Gaslamp Quarter zu einem Vergnügungsviertel mit zahlreichen Bars, Bordellen und Spielhallen (drei davon waren im Besitz von Wyatt Earp), welches auch unter dem Namen Stingaree bekannt wurde.
Ab 1974 startete ein Investitionsprogramm privater und öffentlicher Geldgeber, um den historischen Charakter des Viertels zu erhalten und es wiederzubeleben.

## Sehenswürdigkeiten
Die Architektur der historischen Gebäude ist bekannt durch ihren viktorianischen Baustil. Daher kommt auch der Name des Viertels, der auf den zahlreichen, stiltypischen Gaslampen (Gaslamps) beruht.
Darüber hinaus beherbergt das Gaslamp Quarter eine Vielzahl von Bars, Einkaufsmöglichkeiten, Hotels, Nachtclubs und Restaurants sowie das San Diego Convention Center und den Petco Park, Heimat des Major-League-Baseball-Teams der San Diego Padres.

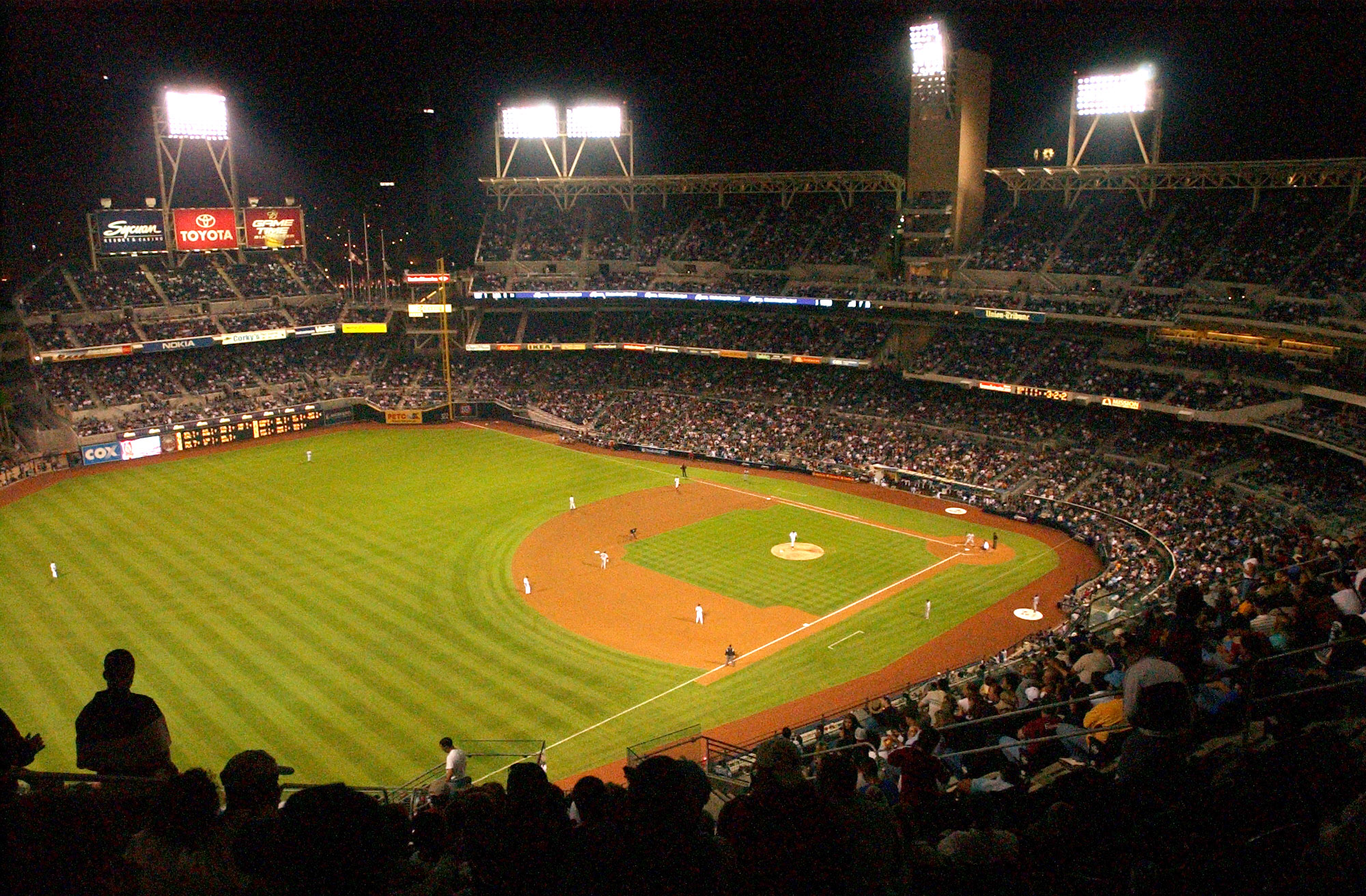
Petco Park bei Nacht